# Халл, Артур Иглфилд
Артур Иглфилд Халл (англ. Arthur Eaglefield Hull; 10 марта 1876 — 4 ноября 1928) — британский музыковед.
Окончил Оксфордский университет, ученик Тобайаса Маттея. Автор ряда статей для Музыкального словаря Гроува, редактор журнала Monthly Musical Record и книжной серии «Международная библиотека книг о музыке» (англ. International Library of Books on Music).
Опубликовал книги «Игра на органе, её техника и выразительность» (англ. Organ Playing: Its Technique and Expression; 1911, переиздание 1981), «Великий русский поэт звуков — Скрябин» (англ. A Great Russian Tone-Poet, Scriabin; 1918, переиздания 1921, 1927, 1971), «Сирил Скотт, композитор, поэт и философ» (англ. Cyril Scott, composer, poet and philosopher; 1919), ряд сочинений по гармонии, в том числе «Современная гармония. Её объяснение и применение» (англ. Modern Harmony. Its Explanation And Application; 1914). Перевёл на английский язык книгу Ромена Роллана о Георге Фридрихе Генделе. Редактировал публикацию английского перевода переписки Людвига ван Бетховена, издание органных сонат Александра Гильмана и др. Автор ряда собственных сочинений (особенно органных) и переложений.
В 1927 году выпустил обзорное сочинение «Музыка: классическая, романтическая и современная» (англ. Music: Classical, Romantic and Modern), с посвящением «Моей жене, чьё безразличие к этой книге всё время приводило меня в отчаяние». Был обвинён в плагиате — включении в книгу фрагментов текста, принадлежавших другим авторам, без указания источников. После того, как издательство отозвало книгу из продажи (признав тем самым справедливость обвинений), покончил с собой, бросившись под поезд.